# Primetime Emmy Awards

Un Emmy

I Primetime Emmy Awards sono dei premi televisivi, facenti parte della vasta gamma di Premi Emmy, assegnati per meriti artistici e tecnici all'industria televisiva statunitense. In particolare, i Primetime Emmy Awards vengono assegnati dall'Academy of Television Arts & Sciences ai programmi televisivi statunitensi trasmessi in prima serata (in inglese prime time).
Le categorie di premi sono divise in tre classi: i normali Primetime Emmy Awards, i Primetime Creative Arts Emmy Awards per onorare risultati tecnici e altri risultati simili dietro le quinte e i Primetime Engineering Emmy Awards per riconoscere contributi significativi agli aspetti ingegneristici e tecnologici. 

## Primetime Emmy Awards

### Categorie
Lista dei premi assegnati nel 2022:
- Miglior serie commedia (Outstanding Comedy Series)
- Miglior serie drammatica (Outstanding Drama Series)
- Miglior miniserie (Outstanding Limited or Anthology Series)
- Miglior reality competitivo (Outstanding Reality Competition Program)
- Miglior varietà talk show (Outstanding Scripted Variety Series)
- Miglior varietà sketch show (Outstanding Scripted Variety Series)
- Miglior attore protagonista in una serie drammatica (Outstanding Lead Actor in a Drama Series)
- Miglior attrice protagonista in una serie drammatica (Outstanding Lead Actress in a Drama Series)
- Miglior attore protagonista in una serie commedia (Outstanding Lead Actor in a Comedy Series)
- Miglior attrice protagonista in una serie commedia (Outstanding Lead Actress in a Comedy Series)
- Miglior attore protagonista in una miniserie o film (Outstanding Lead Actor in a Limited or Anthology Series or Movie)
- Miglior attrice protagonista in una miniserie o film (Outstanding Lead Actress in a Limited or Anthology Series or Movie)
- Miglior attore non protagonista in una serie drammatica (Outstanding Supporting Actor in a Drama Series)
- Miglior attrice non protagonista in una serie drammatica (Outstanding Supporting Actress in a Drama Series)
- Miglior attore non protagonista in una serie commedia (Outstanding Supporting Actor in a Comedy Series)
- Miglior attrice non protagonista in una serie commedia (Outstanding Supporting Actress in a Comedy Series)
- Miglior attore non protagonista in una miniserie o film (Outstanding Supporting Actor in a Limited or Anthology Series or Movie)
- Miglior attrice non protagonista in una miniserie o film (Outstanding Supporting Actress in a Limited or Anthology Series or Movie)
- Miglior regia per una serie commedia (Outstanding Directing for a Comedy Series)
- Miglior regia per una serie drammatica (Outstanding Directing for a Drama Series)
- Miglior regia per una miniserie o film (Outstanding Directing for a Limited or Anthology Series or Movie)
- Miglior sceneggiatura per una serie commedia (Outstanding Writing for a Comedy Series)
- Miglior sceneggiatura per una serie drammatica (Outstanding Writing for a Drama Series)
- Miglior sceneggiatura per una miniserie o film (Outstanding Writing for a Limited or Anthology Series or Movie)
- Miglior sceneggiatura per un varietà (Outstanding Writing for a Variety Special)

## Primetime Creative Arts Emmy Awards
Circa una settimana prima della cerimonia ufficiale, sono assegnati anche i cosiddetti Creative Arts Emmy Awards, ovvero quei premi che mirano a premiare principalmente i membri della produzione dei vari programmi televisivi che stanno "dietro le quinte", ovvero direttori tecnici, direttori artistici, costumisti, truccatori, fotografi, responsabili effetti visivi, ecc. Comprendono anche altre categorie alle miglior guest star o ai doppiatori.

### Categorie
Lista dei Primetime Creative Arts Emmy Awards assegnati:
- Programmi televisivi
  - Miglior documentario o serie non-fiction (Outstanding Documentary or Nonfiction Series)
  - Miglior speciale documentario o non-fiction (Outstanding Documentary or Nonfiction Special)
  - Miglior programma emergente (Outstanding Emerging Media Program)
  - Eccezionali meriti nella produzione di documentari (Exceptional Merit in Documentary Filmmaking)
  - Miglior game show (Outstanding Game Show)
  - Miglior serie o speciale non-fiction ospitato (Outstanding Hosted Nonfiction Series or Special)
  - Miglior serie in forma breve commedia, drammatica o di varietà (Outstanding Short Form Comedy, Drama or Variety Series)
  - Miglior serie in forma breve non-fiction o reality (Outstanding Short Form Nonfiction or Reality Series)
  - Miglior reality strutturato (Outstanding Structured Reality Program)
  - Miglior reality non strutturato (Outstanding Unstructured Reality Program)
  - Miglior speciale varietà live (Outstanding Variety Special (Live))
  - Miglior speciale varietà pre-registrato (Outstanding Variety Special (Pre-Recorded))
- Recitazione, doppiaggio e conduzione televisiva
  - Miglior attore guest star in una serie commedia (Outstanding Guest Actor in a Comedy Series)
  - Miglior attore guest star in una serie drammatica (Outstanding Guest Actor in a Drama Series)
  - Miglior attrice guest star in una serie commedia (Outstanding Guest Actress in a Comedy Series)
  - Miglior attrice guest star in una serie drammatica (Outstanding Guest Actress in a Drama Series)
  - Miglior attore in una serie in forma breve commedia o drammatica (Outstanding Actor in a Short Form Comedy or Drama Series)
  - Miglior attrice in una serie in forma breve commedia o drammatica (Outstanding Actress in a Short Form Comedy or Drama Series)
  - Miglior doppiatore (Outstanding Character Voice-Over Performance)
  - Miglior narratore (Outstanding Narrator)
- Animazione
  - Miglior programma animato (Outstanding Animated Program)
  - Miglior programma in forma breve animato (Outstanding Short Form Animated Program)
  - Miglior realizzazione individuale nell'animazione (Outstanding Individual Achievement in Animation)
- Acconciature
  - Migliori acconciature per una serie single-camera
  - Migliori acconciature per una serie multi-camera o speciale
  - Migliori acconciature per una miniserie o film
- Casting
  - Miglior casting per una serie commedia
  - Miglior casting per una serie drammatica
  - Miglior casting per una miniserie, film o speciale
- Colonna sonora
  - Miglior composizione musicale per una serie tv
  - Miglior composizione musicale per una miniserie, film o speciale
  - Miglior direzione musicale
  - Migliori musiche e testi originali
  - Miglior tema musicale originale di una sigla
- Costumi
  - Migliori costumi per una serie tv
  - Migliori costumi per una miniserie, film o speciale
- Direzione artistica
  - Miglior direzione artistica per una serie contemporanea o fantasy single-camera
  - Miglior direzione artistica per una serie in costume single-camera, miniserie o film
  - Miglior direzione artistica per una serie contemporanea con episodi inferiori ai 30 minuti
  - Miglior direzione artistica per un programma non-fiction, varietà o reality
- Effetti visivi
  - Migliori effetti speciali e visivi
  - Migliori effetti speciali e visivi di supporto
- Fotografia
  - Miglior fotografia per una serie single-camera
  - Miglior fotografia per una serie multi-camera
  - Miglior fotografia per una miniserie o film
  - Miglior fotografia per un programma non-fiction
  - Miglior fotografia per un reality
- Illuminazione
  - Miglior illuminazione per un varietà
  - Miglior illuminazione per uno speciale varietà
- Montaggio
  - Montaggio video
    - Miglior montaggio video per una serie drammatica single-camera
    - Miglior montaggio video per una serie commedia single-camera
    - Miglior montaggio video per una serie commedia multi-camera
    - Miglior montaggio video per una miniserie o film single-camera
    - Miglior montaggio video per corti e speciali varietà
    - Miglior montaggio video per un programma non-fiction
    - Miglior montaggio video per un reality

  - Montaggio audio
    - Miglior montaggio audio per una serie televisiva
    - Miglior montaggio audio per una miniserie, film o speciale
    - Miglior montaggio audio per un programma non-fiction (single o multi-camera)

  - Missaggio
    - Miglior missaggio per una serie drammatica o commedia con episodi di oltre 30 minuti
    - Miglior missaggio per una miniserie o film
    - Miglior missaggio per una serie drammatica o commedia con episodi inferiori ai 30 minuti e d'animazione
    - Miglior missaggio per un varietà o speciale
    - Miglior missaggio per un programma non-fiction
- Regia
  - Miglior regia per uno speciale varietà
  - Miglior regia per un programma non-fiction
- Riprese
  - Miglior direzione tecnica, operazioni di ripresa e controllo video per una serie televisiva
  - Miglior direzione tecnica, operazioni di ripresa e controllo video per una miniserie, film o speciale
- Sceneggiatura
  - Miglior sceneggiatura per uno speciale varietà
  - Miglior sceneggiatura per un programma non-fiction
- Sigla
  - Miglior design di una sigla
- Stunt
  - Miglior coordinamento stunt per una serie commedia o varietà
  - Miglior coordinamento stunt per una serie drammatica, miniserie o film
- Trucco
  - Miglior trucco per una serie single-camera (non prostetico)
  - Miglior trucco per una serie multi-camera o speciale (non prostetico)
  - Miglior trucco per una miniserie o film (non prostetico)
  - Miglior trucco prostetico per una serie, miniserie, film o speciale
- Pubblicità
  - Miglior spot televisivo
- Media interattivi
  - Miglior programma interattivo

### Premi speciali
- Governors Award

## Statistiche e record
- Maggior numero di Primetime Emmy Awards conquistati da una persona
  - Sheila Nevins (produttrice televisiva), 31 premi[1]
- Maggior numero di Primetime Emmy Awards conquistati da un attore o attrice
  - Cloris Leachman, 8 premi[2]
  - Julia Louis-Dreyfus, 8 premi[3][4]
- Maggior numero di Primetime Emmy Awards conquistati da una serie televisiva
  - Il Trono di Spade, 59 premi[5][6][7]
- Maggior numero di Primetime Emmy Awards conquistati da una serie televisiva originale di una piattaforma streaming
  - La fantastica signora Maisel (The Marvelous Mrs. Maisel), 20 premi
- Maggior numero di Primetime Emmy Awards conquistati da una miniserie televisiva
  - John Adams (2008), 13 premi
- Maggior numero di Primetime Emmy Awards conquistati da un film per la televisione
  - Eleanor and Franklin (1976), 11 premi
  - Dietro i candelabri (2013), 11 premi
- Maggior numero di Primetime Emmy Awards conquistati nella categoria miglior serie tv drammatica
  - L.A. Law - Avvocati a Los Angeles, 4 premi
  - Hill Street giorno e notte, 4 premi
  - Mad Men, 4 premi
  - West Wing - Tutti gli uomini del Presidente, 4 premi
  - Il Trono di Spade, 4 premi
- Maggior numero di Primetime Emmy Awards conquistati nella categoria miglior serie tv commedia:
  - Frasier, 5 premi
  - Modern Family, 5 premi